# Giovanni La Camera
Giovanni La Camera (Messina, 29 dicembre 1983) è un ex calciatore italiano, di ruolo centrocampista.

## Biografia
È stato sposato dal 2011 con la giornalista sportiva Monica Bertini da cui poi si è separato. Ha conseguito il diploma di geometra.

## Caratteristiche tecniche
Metronomo di centrocampo, dotato di tecnica e visione di gioco. Tatticamente versatile - agiva da esterno a inizio carriera - nonché in grado di ricoprire tutti i ruoli in mediana.

## Carriera
Approdato nelle giovanili del Messina all'età di 7 anni, dopo varie esperienze nelle serie minori il 7 luglio 2006 passa in prestito - in concomitanza con il Padova che in precedenza ne aveva acquistato il cartellino - con diritto di riscatto della metà al Lanciano, in Serie C1.
Dopo aver riscattato dal Padova la metà del cartellino per 5.000 euro, i veneti riacquistano interamente il calciatore per 150.000 euro, per poi cederlo in comproprietà al Rimini. Esordisce in Serie B il 29 settembre 2007 in Frosinone-Rimini (3-2), subentrando al 23' della ripresa al posto di Biagio Pagano.
Dopo due stagioni in riva all'Adriatico, il 17 luglio 2009 viene tesserato dal Benevento, in Lega Pro Prima Divisione.
Il 3 luglio 2013 dopo quattro stagioni in Prima Divisione torna a giocare in Serie B firmando un contratto con il Cittadella.
Il 31 gennaio 2014 passa al Padova sempre in Serie B firmando un contratto fino a giugno 2015. Il 22 luglio, dopo la mancata iscrizione del Padova al campionato di Lega Pro, rimane svincolato.
Il 25 luglio 2014 firma un contratto biennale con la Juve Stabia, squadra di Lega Pro.
Il 4 giugno 2015 rescinde consensualmente il contratto che lo legava alla squadra campana.
Il 16 giugno seguente firma con il Pavia, tornando così nel club lombardo dopo tre stagioni.
Il 1º febbraio 2016 passa al Como. Esordisce con i lariani l'8 febbraio contro il Trapani, sostituendo Cristiani al 38' della ripresa.
Nell'estate del 2018 firma col Seregno in Serie D per due stagioni.

## Statistiche

### Presenze e reti nei club
| Stagione         | Squadra          | Campionato       | Campionato | Campionato | Coppe nazionali | Coppe nazionali | Coppe nazionali | Coppe continentali | Coppe continentali | Coppe continentali | Altre coppe | Altre coppe | Altre coppe | Totale | Totale |
| Stagione         | Squadra          | Comp             | Pres       | Reti       | Comp            | Pres            | Reti            | Comp               | Pres               | Reti               | Comp        | Pres        | Reti        | Pres   | Reti   |
| ---------------- | ---------------- | ---------------- | ---------- | ---------- | --------------- | --------------- | --------------- | ------------------ | ------------------ | ------------------ | ----------- | ----------- | ----------- | ------ | ------ |
| 2002-2003        | Delianuova       | D                | 29+2       | 2          | CI-D            | 0               | 0               | -                  | -                  | -                  | -           | -           | -           | 31     | 2      |
| 2003-2004        | Lupa Frascati    | D                | 19         | 3          | CI-D            | 0               | 0               | -                  | -                  | -                  | -           | -           | -           | 19     | 3      |
| 2006-2007        | Lanciano         | C1               | 26         | 2          | CI-C            | 2               | 0               | -                  | -                  | -                  | -           | -           | -           | 28     | 2      |
| 2007-2008        | Rimini           | B                | 23         | 2          | CI              | -               | -               | -                  | -                  | -                  | -           | -           | -           | 23     | 2      |
| 2008-2009        | Rimini           | B                | 32+2       | 3          | CI              | 1               | 0               | -                  | -                  | -                  | -           | -           | -           | 35     | 3      |
| Totale Rimini    | Totale Rimini    | Totale Rimini    | 55+2       | 5          |                 | 1               | 0               |                    | -                  | -                  |             | -           | -           | 58     | 5      |
| 2009-2010        | Benevento        | 1D               | 30+2       | 3          | CI+CI-LP        | 2+3             | 0+1             | -                  | -                  | -                  | -           | -           | -           | 37     | 4      |
| 2010-2011        | Benevento        | 1D               | 26+2       | 1          | CI+CI-LP        | 2+1             | 0               | -                  | -                  | -                  | -           | -           | -           | 31     | 1      |
| 2011-2012        | Benevento        | 1D               | 30         | 2          | CI+CI-LP        | 1+0             | 0               | -                  | -                  | -                  | -           | -           | -           | 31     | 2      |
| Totale Benevento | Totale Benevento | Totale Benevento | 86+4       | 6          |                 | 9               | 1               |                    | -                  | -                  |             | -           | -           | 99     | 7      |
| 2012-2013        | Pavia            | 1D               | 28         | 3          | CI-LP           | 2               | 0               | -                  | -                  | -                  | -           | -           | -           | 30     | 3      |
| 2013-gen. 2014   | Cittadella       | B                | 17         | 0          | CI              | 2               | 0               | -                  | -                  | -                  | -           | -           | -           | 19     | 0      |
| gen.-giu. 2014   | Padova           | B                | 9          | 0          | CI              | -               | -               | -                  | -                  | -                  | -           | -           | -           | 9      | 0      |
| 2014-2015        | Juve Stabia      | LP               | 34+1       | 0          | CI+CI-LP        | 2+3             | 0               | -                  | -                  | -                  | -           | -           | -           | 40     | 0      |
| 2015-gen. 2016   | Pavia            | LP               | 12         | 0          | CI+CI-LP        | 3+0             | 1               | -                  | -                  | -                  | -           | -           | -           | 15     | 1      |
| Totale Pavia     | Totale Pavia     | Totale Pavia     | 40         | 3          |                 | 5               | 1               |                    | -                  | -                  |             | -           | -           | 45     | 4      |
| gen.-giu. 2016   | Como             | B                | 9          | 0          | CI              | -               | -               | -                  | -                  | -                  | -           | -           | -           | 9      | 0      |
| 2016-2017        | Lupa Roma        | LP               | 31+2       | 2          | CI-LP           | 2               | 0               | -                  | -                  | -                  | -           | -           | -           | 35     | 2      |
| 2017-gen. 2018   | Partizani Tirana | KS               | 9          | 0          | CA              | 1               | 0               | UEL                | -                  | -                  | -           | -           | -           | 10     | 0      |
| feb.-giu. 2018   | Reggina          | C                | 8          | 0          | CI-C            | -               | -               | -                  | -                  | -                  | -           | -           | -           | 8      | 0      |
| 2018-2019        | Seregno          | D                | 29         | 1          | CI-C            | -               | -               | -                  | -                  | -                  | -           | -           | -           | 8      | 0      |
| 2019-2020        | Seregno          | D                | 11         | 0          | CI-C            | 1               | 0               | -                  | -                  | -                  | -           | -           | -           | 12     | 0      |
| Totale Seregno   | Totale Seregno   | Totale Seregno   | 40         | 1          |                 | 1               | 0               |                    | -                  | -                  |             | -           | -           | 41     | 1      |
| Totale carriera  | Totale carriera  | Totale carriera  | 416        | 24         |                 | 28              | 2               |                    | -                  | -                  |             | -           | -           | 446    | 26     |